# Hans von Zois
Hans von Zois, de son vrai nom Johann Gustav Adolf Baron Zois de Edelstein, né le 14 novembre 1861 à Graz et y décédé le 5 janvier 1924, est un compositeur autrichien.
Zois a étudié à Graz auprès de Ferdinand Thieriot et au Conservatoire de Vienne. Il a toujours vécu à Graz, où il compose des opéras et des opérettes, puis des œuvres instrumentales et vocales.

## Œuvres principales

### Opéras et opérette
- Der Venezianer, opérette en deux actes, 1887
- Columbine, opérette en deux actes. Livret de Bernhard Buchbinder, 1887, Graz
- Der Jakobiner, opérette en un acte; 1888
- Salamanca, Opéra romantique en 3 actes
- Dankos Glück
- Höhere Töchter; 1920
- Cleopatra
- Der Königsdiamant
- Der Kapitän
- Morgenrot

### Ballets
- Erlkönig; 1900
- Liebesrache; 1910

### Œuvres instrumentales
- Dorfscenen: Cyclus von Clavierstücken, Op. 125
- Zigeuner-Ständchen: pour violon mit Clavierbegleitung, Op. 71
- Vision; für Militärorchester, 1902 (pour orchestre à vent)